# Agrupación folclórica Ajei
La Agrupación Folclórica Ajei fue un grupo de música y baile tradicional canaria del pueblo de San Bartolomé en la isla de Lanzarote, España, que ganó el Festival de danza internacional de agrupaciones en Santander en el año 1960.

## Historia
La agrupación tomó el nombre de Ajei del nombre indígena de la localidad de San Bartolomé, nombrada así después de la conquista de la isla. Desde el año 1943 comienzan a participar como grupo en distintos actos festivos de Lanzarote y del resto de las islas Canarias. En el año 1945 durante una muestra de toque y baile que realizaron en la visita del general Francisco García Escámez a la isla, éste les obsequió con financiación para renovar la vestimenta del grupo y para participar en un concurso musical en Santa Cruz de Tenerife. Obtuvieron el tercer premio en ese primer concurso al que se presentaron. En el año 1960 ganaron el concurso, en el Pueblo Canario de Las Palmas, que les permitía representar a Canarias en el Certamen Internacional de danza de Santander, trofeo que finalmente obtuvieron con el primer premio. En el Concurso habían agrupaciones musicales de Portugal, Italia, Francia, Holanda y de siete comunidades de España. Al paso de las décadas Ajei se extinguió, pero fue el germen de numerosos grupos folclóricos de la isla de Lanzarote, entre ellos Guadarfía,  Los Campesinos o La Peña.
Entre los miembros de la agrupación destacó José María Gil Santana, que desarrolló una labor de rescate y creación de música tradicional. Fue uno de los artífices de la creación de la Agrupación y fue su director artístico en el Festival Internacional de Santander en el año 1960.

## Festival Antigua Ajei
La agrupación folclórica La Peña de San Bartolomé celebra un festival musical anual con el nombre de Antigua Ajei, homenajeando al grupo local del que descienden muchos de los folcloristas de la actualidad.